# Дон Чери
Доналд Юджийн Чери (на английски: Donald Eugene Cherry), по-добре познат с името Дон Чери, е американски джаз тромпетист.
Дълго време, от края на 50-те години, работи съвместно със саксофониста Орнет Колман. През 60-те години е сред новаторите в т.нар. „уърлд мюзик“, градяща се на различни етнически стилове. През 70-те отива да живее в Швеция, но продължава да гастролира на фестивали в целия свят. С него са работили широк кръг музиканти.